# خط أنابيب نفط حبشان الفجيرة
خط أنابيب نفط حبشان الفجيرة (بالإنجليزية: Habshan–Fujairah oil pipeline) خط أنابيب لنقل النفط يمتد من حقل حبشان بإمارة أبوظبي شمال الإمارات العربية المتحدة مروراً بسويحان إلى ميناء الفجيرة الواقعة بمدينة الفجيرة المطلة على خليج عمان جنوبا على بحر العرب. وبذلك يرسخ خط الأنابيب الجديدة مكانة الفجيرة كميناء نفطي متكامل على المحيط الهندي.

## أهمية هذا الخط النفطي
تكمن أهمية هذا الخط النفطي العملاق، أهميته الإستراتيجية من كونه قادرا على نقل النفط الإماراتي دون المرور بمضيق هرمز الذي تهدد إيران بإغلاقه حال تعرض مصالحها لخطر حقيقي. يبلغ طول الأنابيب من حقل حبشان إلى ميناء الفجيرة النفطي حوالي 400 كيلومتراً.

### التاريخ
طلب خط الأنابيب هذا من قبل شركة الاستثمارات البترولية الدولية بهدف زيادة أمن الإمدادات وتقليل نقل النفط عبر مضيق هرمز. قامت شركة تيبودين بالانتهاء من التصميم المفاهيمي لخط الأنابيب في عام 2006 ومنحت العقود المتعلقة بالبناء في عام 2007. كما منح عقد الهندسة والإنشاءات للمشروع لشركة الهندسة والإنشاءات البترولية الصينية ومكتب خطوط أنابيب البترول الصينية وهما شركتان تابعتان لشركة البترول الوطنية الصينية. بدأ بناء خط الأنابيب في 19 مارس 2008. قاموا بالانتهاء منه في مارس 2011. ومع ذلك أُجّل تشغيله عدة مرات وبدأ تشغيله في يونيو 2012. افتتح خط الأنابيب في 15 يوليو 2012 عندما قام بتسليم أول شحنة من خام مربان إلى مصفاة باك عرب.

## سعة خط الأنبوب
تصل سعة الخط الأنبوب إلى مليون و 800 ألف برميل يوميا لكنه سيضخ 1.5 مليون برميل يوميا. بدأ التخطيط له سنة 2006 وشرعت الإمارات في بنائه عام 2008 وبدأت تشغيله يوم 15 يوليو 2012. وكلفها أكثر 3.3 مليار دولار أمريكي. وطول الخط 360 كم منها 14 كم بعرض البحر وبسعة 48 بوصة.

### الوصف الفني
يبلغ مقاسها 48-بوصة (1,200 مـم)يبلغ طول خط الأنابيب 360 كيلومتر (220 ميل)يبلغ طولها منها 14 كيلومتر (8.7 ميل) هو قسم بحري. ويمر شرق مدينة أبوظبي ويمر عبر سويحان وغرب العين. تبلغ سعة خط الأنابيب 1.5 مليون برميل يوميًا (~7.5×107 طن سنويًا). وتكلفته 3.3 دولار مليار.
صمم خط الأنابيب لتزويد مصفاة الفجيرة وكذلك محطة التصدير في الفجيرة.

## الأهداف
نقل النفط إلى الأسواق الاستهلاكية في كل من أوروبا والولايات المتحدة الأمريكية والهند واليابان. تجنباً المرور عبر مضيق هرمز.

## إحالات
نفذت شركة تيبودين للاستشارات والمهندسين التصميم المفاهيمي لخط الأنابيب في حين سلمت شركة وورلي بارسونز التصميم الهندسي الأمامي. كما قدمت شركة بينسبن التصميم والهندسة التفصيلية بالإضافة إلى المساعدة في إدارة المشاريع والبناء. وأجرت شركة يو آر أس كوربوريشن تقييم الأثر البيئي وشركة مابس جيوسيستمز أجرت المسح الطوبوغرافي وشركة فوجرو الشرق الأوسط أجرت المسح الجيوتقني مع المركز العربي للدراسات الهندسية. عين مهندسي استشارات كمستشارين لإدارة المشروع ونفذته شركة الهندسة والبناء البترولية الصينية. حوالي 13 كيلومتر (8.1 ميل) قامت شركة فان أورد أوفشور بتركيب خطوط الأنابيب البحرية.
بنت شركة بيليلي للطاقة الإيطالية خزانات النفط في محطة الفجيرة. كما وفرت شركة بلو ووتر إنرجي سيرفسز نظام الإرساء. حيث صممت شركة أ ب ب وقامت بتوريد نظام كهربائي متكامل لخط الأنابيب. وقامت شركة سيمنز بالتعاون مع 3دبليو نتووركس بتصميم وتنفيذ جميع أعمال الهندسة والمشتريات والبناء لأنظمة التحكم والسلامة المتكاملة ونطاق الاتصالات. وردت كلاً من شركة سوميتومو وشركة سالزجيتر إيه جي وجندال سوو الأنابيب. أجرت شركة جيرمانيشر لويد الضمان الفني والمخاطر والسلامة وإدارة الأصول والتفتيش الصناعي. وبعد التشغيل تقدم شركة سيمنز خدمات الصيانة لأنظمة الأتمتة والتحكم والاتصالات.

## وصلات خارجية
- الموقع الرسمي لأدنوك